# Saint-Nabor
Saint-Nabor (deutsch Sankt Nabor) ist eine französische Gemeinde beim Mont Sainte-Odile im Département Bas-Rhin in der Europäischen Gebietskörperschaft Elsass und in der Region Grand Est. Heute hat Saint-Nabor 505 Einwohner (Stand 1. Januar 2021).

## Geschichte
Die Entstehung  von Saint-Nabor ist eng verbunden mit dem Kloster Niedermünster, dessen Ruine in der Nähe am Abhang des Odilienbergs liegt. Der Ort ist nach dem heiligen Nabor benannt, einem christlichen Märtyrer, der um das Jahr 300 enthauptet wurde.
Seit 1902 war eine elf Kilometer lange Bahnstrecke zwischen Rosheim und Saint-Nabor in Betrieb. 1954 wurde der Personenzugverkehr eingestellt, 2002 auch der Güterverkehr.
Das Dorf gehörte 1871 bis 1918 als Sankt Nabor zum Deutschen Reich.
| Jahr      | 1962 | 1968 | 1975 | 1982 | 1990 | 1999 | 2007 | 2017 |
| Einwohner | 215  | 235  | 246  | 351  | 434  | 479  | 460  | 485  |

## Sehenswürdigkeiten
- Ruine des Klosters Niedermünster
- Pfarrkirche St-Nabor mit Turm aus dem 12. Jahrhundert